# 阿赫蘇區
阿赫蘇區是阿塞拜疆的一個區，位於該國中部偏東。面積約1,020平方公里，人口65,182人。首府阿赫蘇。
1943年建區。